# Orde voor Militaire Prestaties
De Orde voor Militaire Prestaties (Vietnamees: "Huân chương quân công") is een
is een op 15 mei 1947 ingestelde ridderorde van de Democratische Republiek Vietnam die na de val van Zuid-Vietnam een onderscheiding van geheel Vietnam werd.
Men verleent de orde aan burgers, militairen, collectieven en organisaties. De statuten stellen aan de potentiële dragers van de Orde voor Bijzondere Prestaties hoge eisen. Zij moeten individueel of collectief uitzonderlijke en moedige prestaties hebben verricht in de strijd of ter ondersteuning van de oorlogsvoering, in training, opbouw van de styrijdkrachten, de consolidatie van een op inzet van de gehele bevolking gebaseerde verdediging en staatsveiligheid. Ook het opofferen van het eigen leven en het daarbij stellen van een lichtend voorbeeld voor het gehele land doet in aanmerking komen voor een (in dat geval postume) decoratie met de Orde voor Militaire Prestaties.
De orde wordt ook verleend aan collectieven zoals organisaties en bedrijven die:
- Gedurende de vijf jaren voorafgaande aan de nominatie voortreffelijk hebben gewerkt, intern de eenheid hebben bewaard, corruptie hebben bestreden en de communistische partij en actief zijn geweest in de daaraan verbonden massa-organisaties.
- Gedurende dertig jaar lang hebben gewerkt aan strijdvaardigheid, ondersteunen van de gevechtsbereidheid, training, opbouw en groei.

Het is in uitvoering en decoratiebeleid een typisch voorbeeld van een Socialistische orde. De vroegere onderscheidingen van de Sovjet-Unie, met name de Leninorde, hebben als voorbeeld gediend.
Net als veel socialistische orden wordt ook de Orde voor Bijzondere Prestaties aan een vijfhoekig gevouwen lint gedragen. De vorm is typisch Russisch en sluit niet aan bij Vietnamese tradities. Op het lint en op de baton zijn drie gouden sterren aangebracht.
De Orde van de Onafhankelijkheid is hoger in rang maar de Orde van de Arbeid is lager.